# Circonscription de Kebie
La circonscription de Kebie est une des 177 circonscriptions législatives de l'État fédéré Oromia, elle se situe dans la Zone Qelem Wellega. Sa représentante actuelle est Bulchu Lekasa Terfu.